# كلاوديا دي براي
كلاوديا دي براي (بالهولندية: Claudia de Breij)‏ (ولدت 13 مارس، 1975 في أوترخت، هولندا) كوميديانة، ومغنية هولندية، مذيعة ودي جي إذاعية.
في 2010 فازت بالجائزة الهولندية Poelifinario جائزة أفضل برنامج كباريه .

## وصلات خارجية
- كلاوديا دي براي على موقع IMDb (الإنجليزية)
- كلاوديا دي براي على موقع ميوزك برينز (الإنجليزية)
- كلاوديا دي براي على موقع ديسكوغز (الإنجليزية)
- كلاوديا دي براي على موقع قاعدة بيانات الفيلم (الإنجليزية)

1. ↑   https://zoek.officielebekendmakingen.nl/stcrt-2021-22135.html. {{استشهاد ويب}}: |url= بحاجة لعنوان (مساعدة) والوسيط |title= غير موجود أو فارغ (من ويكي بيانات) (مساعدة)
2. ↑  MusicBrainz (بالإنجليزية), MetaBrainz Foundation, QID:Q14005
3. ↑  "Claudia de Breij" (بالهولندية). Showbiznewz. Archived from the original on 2016-02-02. Retrieved 2008-05-24.
4. ↑  "Claudia de Breij wint cabaretprijs Poelifinario". NU.nl. 26 سبتمبر 2010. مؤرشف من الأصل في 2018-06-26. اطلع عليه بتاريخ 2015-03-16.